# Griffen
Griffen (slowenisch Grebinj) ist eine Marktgemeinde mit 3393 Einwohnern (Stand 1. Jänner 2024) im Bezirk Völkermarkt in Kärnten in Österreich.

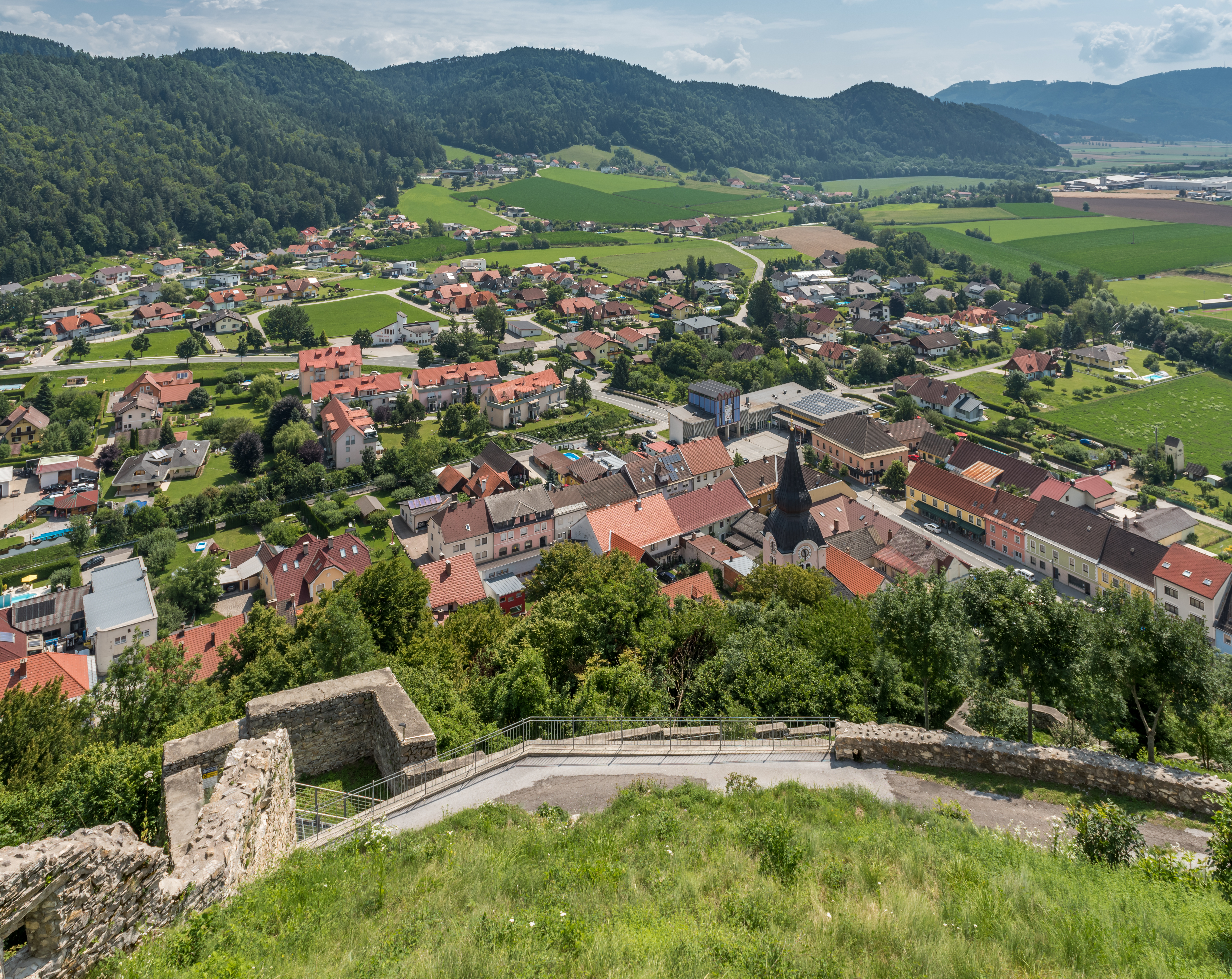
Blick auf den Ortskern

## Geographie

### Geographische Lage
Die Gemeinde liegt im Wölfnitzbachtal nördlich des Jauntals an Südausläufern der Saualpe zwischen dem Klagenfurter Becken und dem Lavanttal.

### Gemeindegliederung
Griffen ist in neun Katastralgemeinden gegliedert (in Klammern die slowenischen Entsprechungen nach Zdovc): Griffnerthal, Großenegg (Tolsti Vrh), Haberberg (Gabrje), Kaunz (Homec), Kleindörfl (Mala vas), Pustritz (Pustrica), St. Kollmann (Šentkolman), Wölfnitz (Golovica), Wriesen (Brezje).
Das Gemeindegebiet umfasst 35 Ortschaften (in Klammern die slowenischen Entsprechungen nach Zdovc sowie die Einwohnerzahl Stand 1. Jänner 2024):
- Altenmarkt (Stara vas) (222)
- Enzelsdorf (Encelna vas) (193)
- Erlach (Olše) (111)
- Gariusch (Gorjuše) (34)
- Gletschach (Kleče) (54)
- Griffen (Grebinj) (771)
- Griffnergemeinde (Grebinjska Gmajna) (130)
- Großenegg (Tolsti Vrh) (55)
- Grutschen (Gruča) (34)
- Haberberg (Gabrje) (80) samt Wriesnig
- Kaunz (Homec) (107)
- Kleindörfl (Mala vas) (40)
- Klosterberg (Kloštrske Gore) (3)
- Langegg (Dolga Brda) (49)
- Lichtenwald (12)
- Limberg (Limberk) (18)
- Lind (Lipa, Šmatija) (96) samt Steinmetz
- Obere Gemeinde (Zgornja Gmajna) (0)
- Poppendorf (Popendorf) (146)
- Pustritz (Pustrica) (214)
- Rakounig (Rakovnik) (199)
- Rausch (Ravež) (74)
- Salzenberg (Žavška Gora, Na Žalcu) (9)
- St. Kollmann (Šentkolman) (89)
- St. Leonhard an der Saualpe (Šentlenart) (15)
- Schloßberg (Grad) (141)
- Stift Griffen (Grebinjski Klošter) (5)
- Tschrietes (Čretež) (22)
- Untergrafenbach (Spodnja Kneža) (12)
- Untergreutschach (Spodnje Krčanje) (112)
- Unterrain (Breg) (51)
- Wallersberg (Vašinje) (192)
- Wallersdorf (33)
- Wölfnitz (Golovica) (33)
- Wriesen (Brezje) (37)

### Nachbargemeinden
| Eberstein (SV) | Wolfsberg (WO)                              |                              |
| Diex           | Kompassrose, die auf Nachbargemeinden zeigt | Sankt Andrä (WO)             |
| Völkermarkt    | Ruden                                       | Sankt Paul im Lavanttal (WO) |

## Geschichte
Die Marktgemeinde Griffen gehört zu einem der ältesten Siedlungsgebiete Kärntens. Archäologische Funde aus der Griffener Tropfsteinhöhle, unterhalb des Burgberges von Griffen, zeugen davon, dass hier Menschen schon vor mehr als 20.000 Jahren ansässig waren.
Ab dem Ende des 6. Jahrhunderts kam es auf dem Gebiet zu einer Einwanderung von Slawen. Seit der Errichtung des karantanischen Staatswesens im 7. Jahrhundert ist das Gebiet um Griffen eng mit der slowenischen Kulturgeschichte verbunden. Der in der Gegend gesprochene slowenische historische Dialekt wird dem Jauntaler Dialekt (slow. podjunščina) zugeschrieben.
Die älteste bekannte urkundliche Erwähnung der Ortschaft als „Criuina“ stammt aus dem Jahr 822, als dortiger Besitz an das Kloster Innichen übertragen wurde. Die Siedlung entstand rund um die inzwischen verfallene Burg Griffen, die von Bamberger Bischöfen um 1100 errichtet und seither immer wieder erweitert wurde. Sie sicherte den wichtigen Übergang vom Klagenfurter Becken über den Griffnerberg ins Lavanttal. Griffen wurde 1237 erstmals ausdrücklich als Markt genannt und gehörte von 1007 bis 1759 zum Hochstift Bamberg.
Als politische Gemeinde wurde Griffen 1850 gegründet und 1858 durch Haberberg und Kaunz erweitert, zwischen 1869 und 1876 gehörte auch die Nachbargemeinde Ruden zum Gemeindegebiet. Bei der Gemeindereform 1973 wurden schließlich die Katastralgemeinden Wölfnitz und Pustritz eingemeindet.
Die Zwischenkriegszeit war wie in ganz Südkärnten – neben den allgemeinen gesellschaftlichen Spannungen und der gesellschaftlichen Desintegration – insbesondere charakterisiert von ethnischer Intoleranz exklusivistischer territorialer Geschichtsansprüche. Nachdem nach der Naziokkupation 1941 bereits 60.000 Slowenen aus der besetzten slowenischen/jugoslawischen Untersteiermark deportiert worden waren, wurden im April 1942 auch planmäßig Slowenen aus Kärnten unter anderem dem Griffener Raum deportiert, was in der Folge zum organisierten bewaffneten Widerstand insbesondere auch auf der Saualpe führte, der zur militärischen Befreiung von der Terrorherrschaft sowie maßgeblich zur Wiedererrichtung Österreichs beitrug. Der Schriftsteller Peter Handke, der selbst aus Altenmarkt/Stara vas bei Griffen stammt und Sohn einer Kärntner slowenischen Mutter und eines deutschen Wehrmachtssoldaten ist, gibt in seinem Werk vielfach Zeugnis über die existentiellen Fragen, die sich aus diesem geistigen Umfeld ergeben.
Im Burgberg wurde gegen Ende des Zweiten Weltkriegs eine Tropfsteinhöhle (Griffener Tropfsteinhöhle) entdeckt, die 1956 für die Allgemeinheit geöffnet wurde. Neben fossilen Tierknochen wurden hier auch steinzeitliche Werkzeuge gefunden, die belegen lassen, dass der Neandertaler in der Höhle schon vor 20.000 – 100.000 Jahren Unterschlupf gesucht hat.
Abseits des Ortes befindet sich das 1236 gegründete und 1786 aufgelassene Prämonstratenserstift Griffen.

### Staatsbürgerschaft, Sprache, Religion
Nach der Volkszählung 2001 hat die Marktgemeinde Griffen 3.677 Einwohner, davon sind 96,4 % österreichische und 1,6 % bosnische Staatsbürger. 95,0 % der Bevölkerung geben als Umgangssprache Deutsch an, 1,3 % Slowenisch.
Zur römisch-katholischen Kirche bekennen sich 94,9 % der Gemeindebevölkerung, zur evangelischen Kirche und zum Islam jeweils 1,0 %, ohne religiöses Bekenntnis sind 1,7 %.
Griffen gehört zum Dekanat Völkermarkt. Die Alte Pfarrkirche/Stara farna cerkev in Stift Griffen samt ihren Filialkirchen Gletschach/Kleče und Wallersberg/Vašinje werden zweisprachig deutsch-slowenisch geführt.

### Bevölkerungswachstum

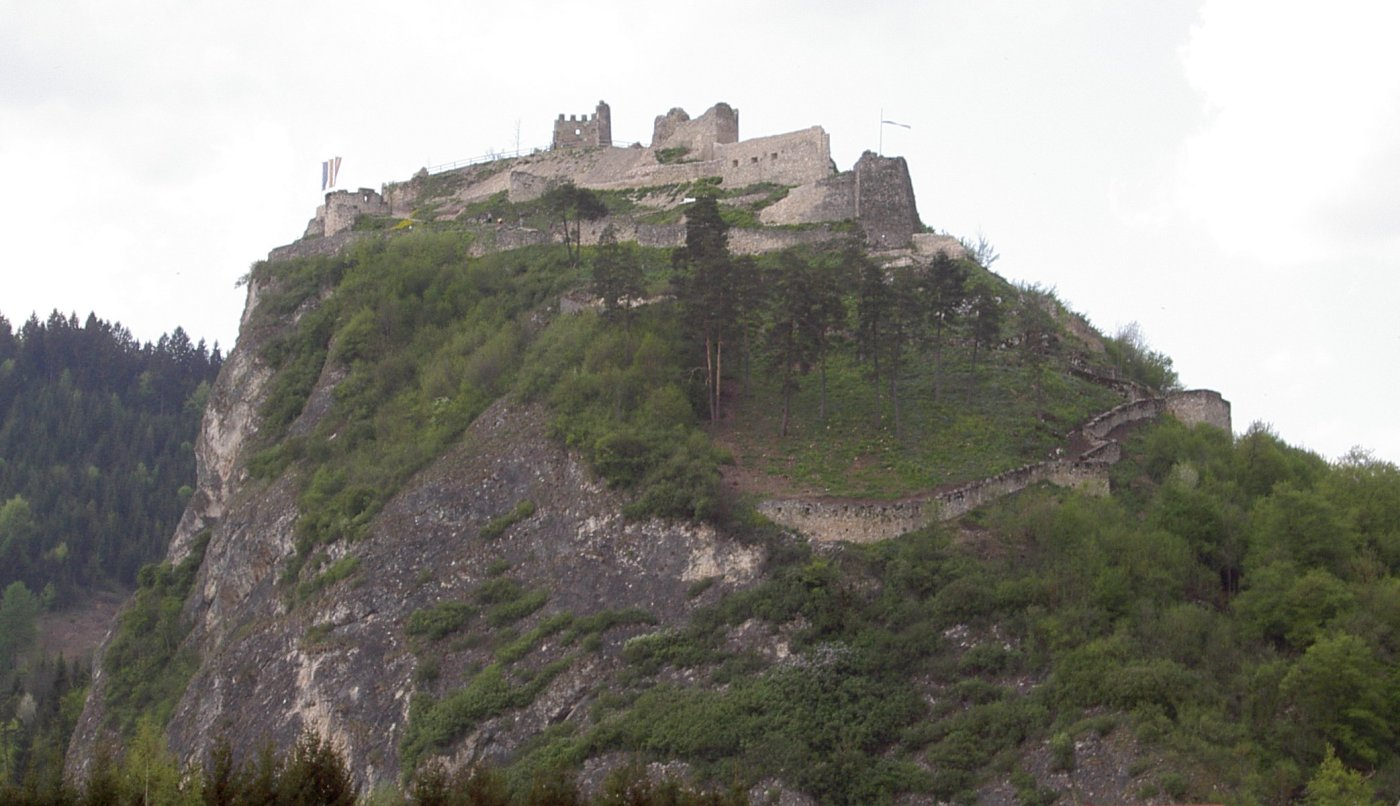
Burgruine Griffen

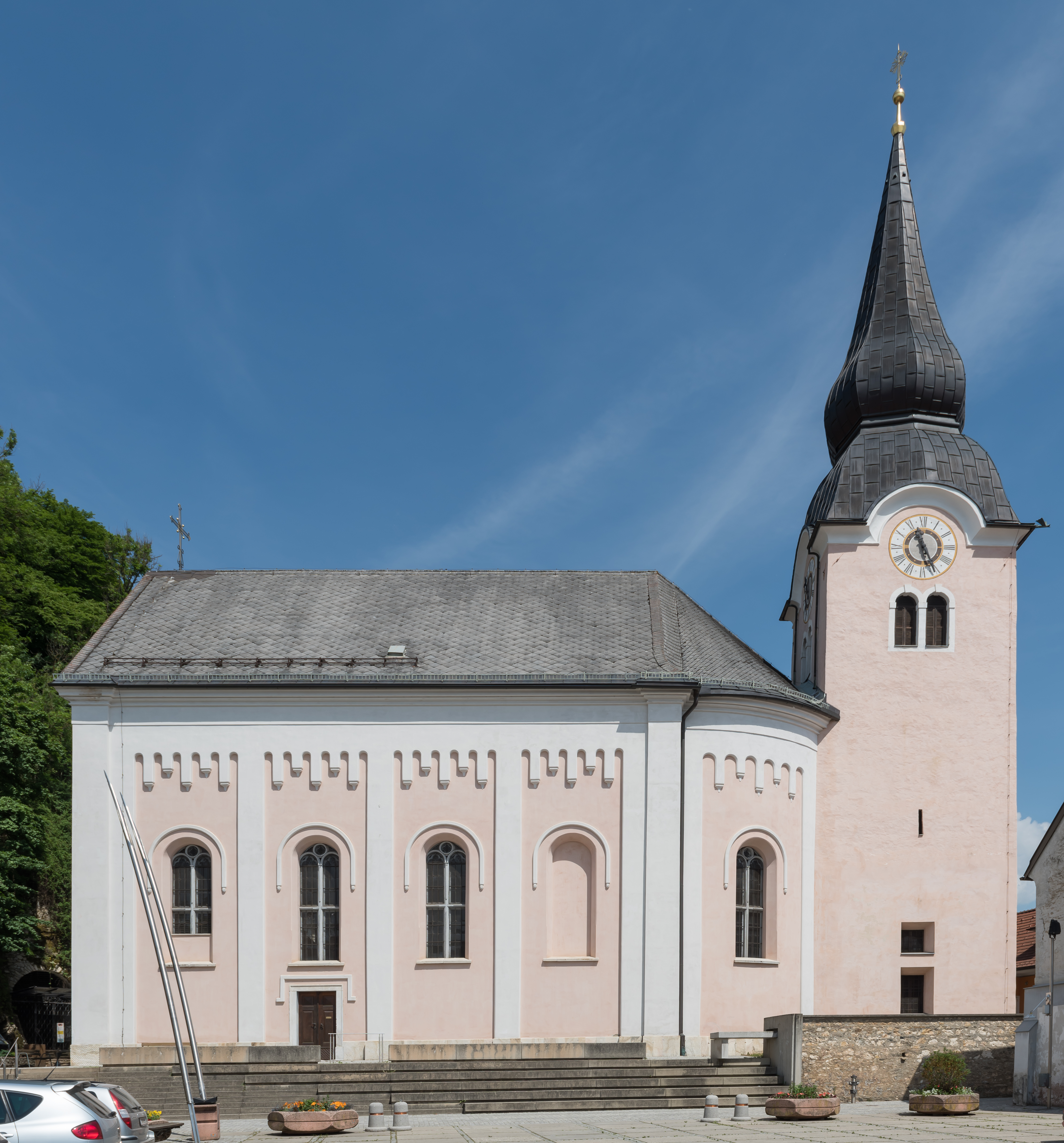
Pfarrkirche Griffen

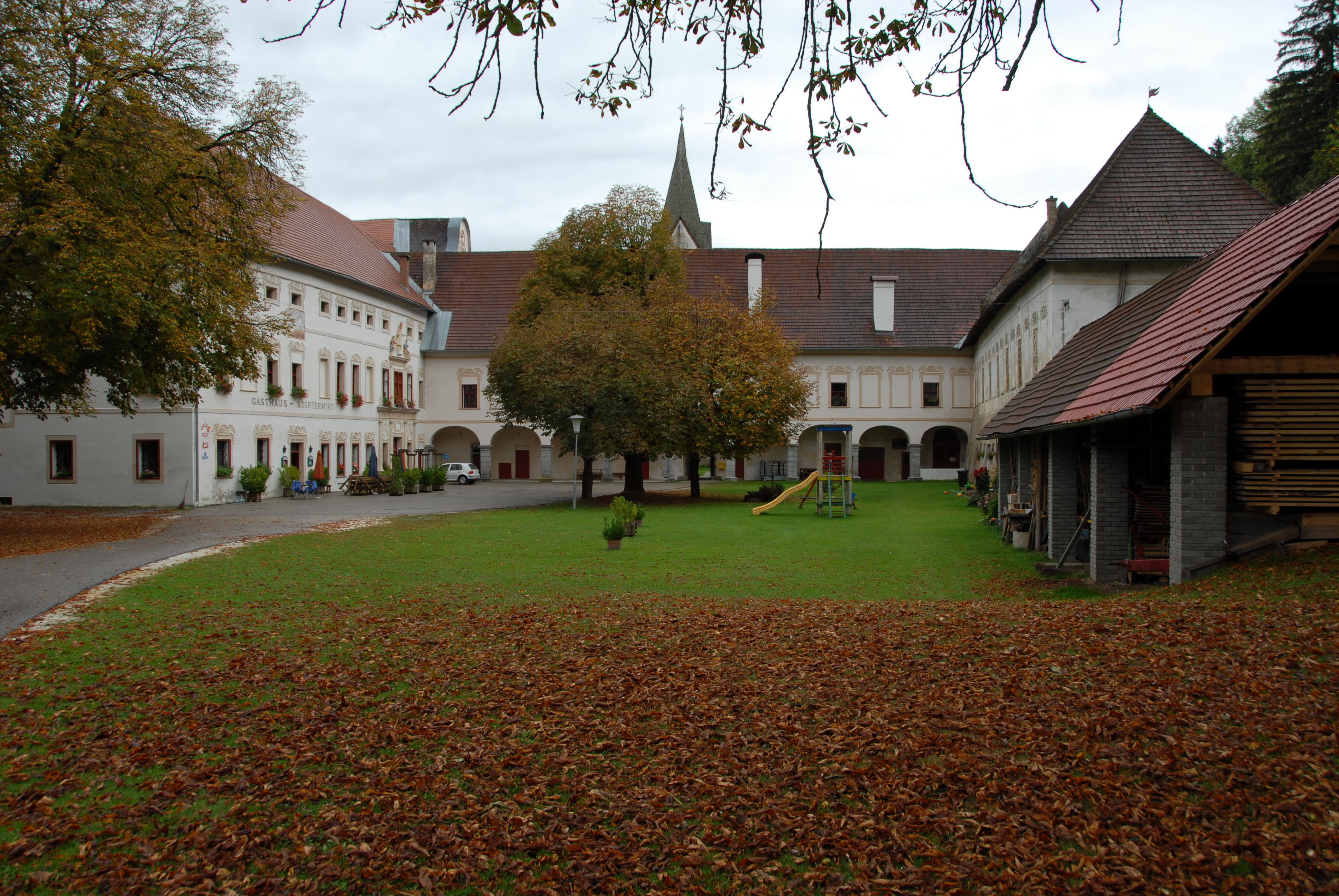
Stift Griffen

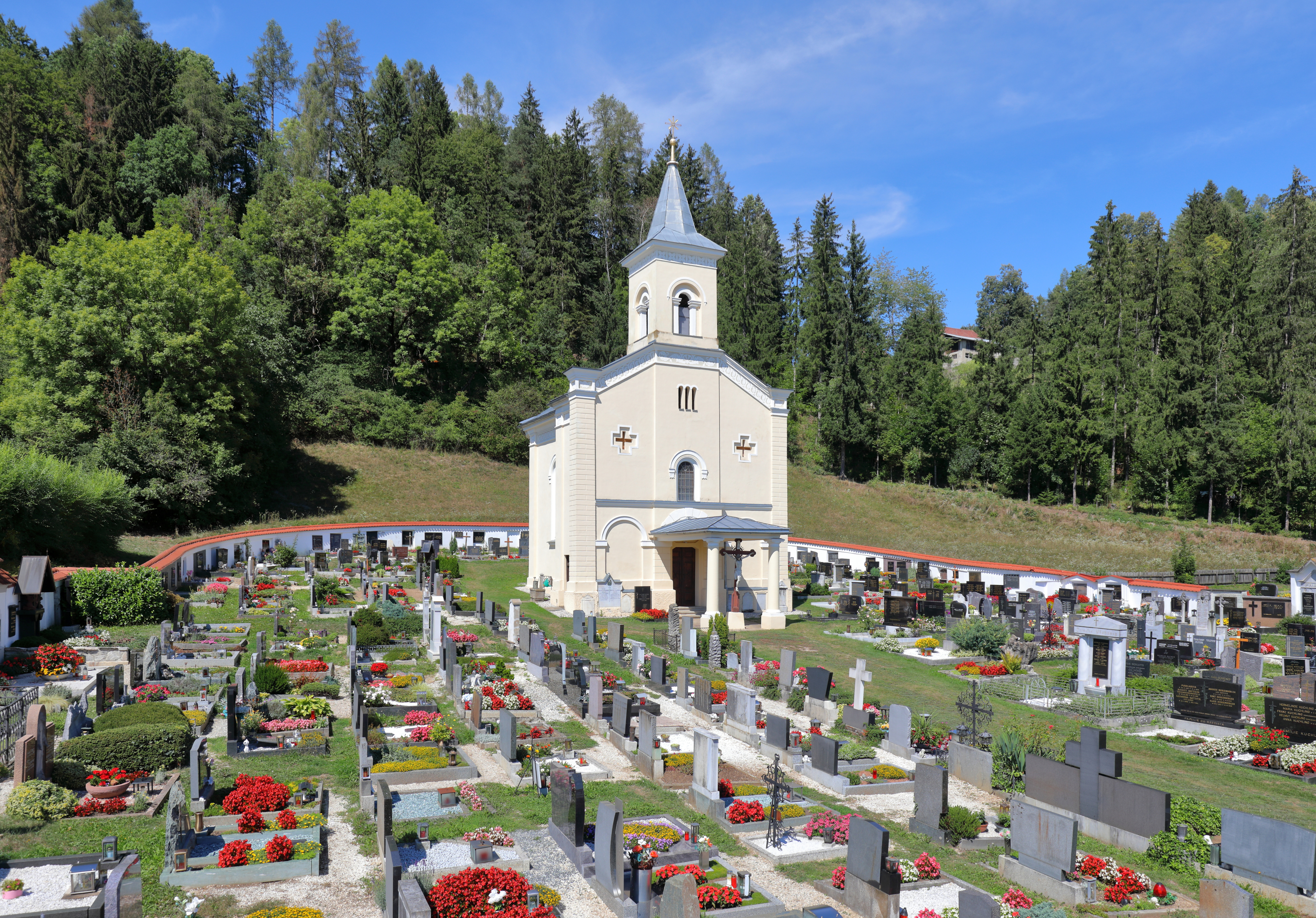
Friedhof mit der 1854 errichteten Friedhofskapelle

## Kultur und Sehenswürdigkeiten
- Burgruine Griffen: Die Burg Griffen wurde 1759 an Max Thaddäus Graf Egger verkauft, kam dann an die Freiherrn von Helldorff und schließlich 1937 in den Besitz der Familie Leitgeb in Kühnsdorf. Nach dem Zweiten Weltkrieg hat die Familie Leitgeb den größeren Teil der Mauern verständnisvoll absichern und den Wald im Burgbereich schlägern lassen. Seit dieser Zeit ragen die Reste dieser der Größe nach mit Straßburg und Landskron vergleichbaren Burg fantastisch in die Landschaft. Mit Jahresbeginn 2000 ging die Burgruine inklusive der Tropfsteinhöhle im Inneren des Schlossberges in das Eigentum der Marktgemeinde Griffen über.
Die Ruinen am Schlossberg waren vom Tal aus nicht mehr zu sehen. Unter strengen Auflagen des Bundesdenkmalamtes und der Naturschutzbehörde erfolgten in den Jahren 2000 und 2001 Erschließungs-, Absicherungs- und Mauersanierungsarbeiten. Bis 2004 wurden von Griffner Bürgern, Vereinen und Firmen über 4.500 freiwillige Arbeitsstunden erbracht. 2002 und 2004 wurde ein neuer Fußweg geschaffen, das Gastlokal „Schlossbergschänke“ im Westturm eröffnet, die Beleuchtung des Burgberges installiert, eine Veranstaltungsbühne gebaut und ein Ausstellungsraum errichtet.
- Kath. Pfarrkirche Markt Griffen hll. Peter und Paul
- Stift Griffen, ehemaliges Prämonstratenserstift
- Kath. Filialkirche hl. Thomas: in der Katastralgemeinde Großenegg
- Kath. Filialkirche hl. Nikolaus am Windischen Weinberg: in der Katastralgemeinde Haberberg
- Kath. Pfarrkirche hl. Martin mit Wehrkirchhof und Karner und Pfarrhof: in der Katastralgemeinde Kaunz
- Kath. Pfarrkirche Pustritz Mariä Himmelfahrt: in der Katastralgemeinde Pustritz

Katastralgemeinde St. Kollmann:
- Kath. Filialkirche hl. Matthäus
- Kath. Filialkirche hl. Koloman
- Schloss Ehr(e)negg mit Gartenanlage

Katastralgemeinde Wölfnitz:
- Kath. Pfarrkirche Wölfnitz an der Saualpe hl. Michael
- Kath. Filialkirche St. Leonhard an der Saualpe
- Kath. Margarethakirche Tschrietes

### Naturdenkmäler

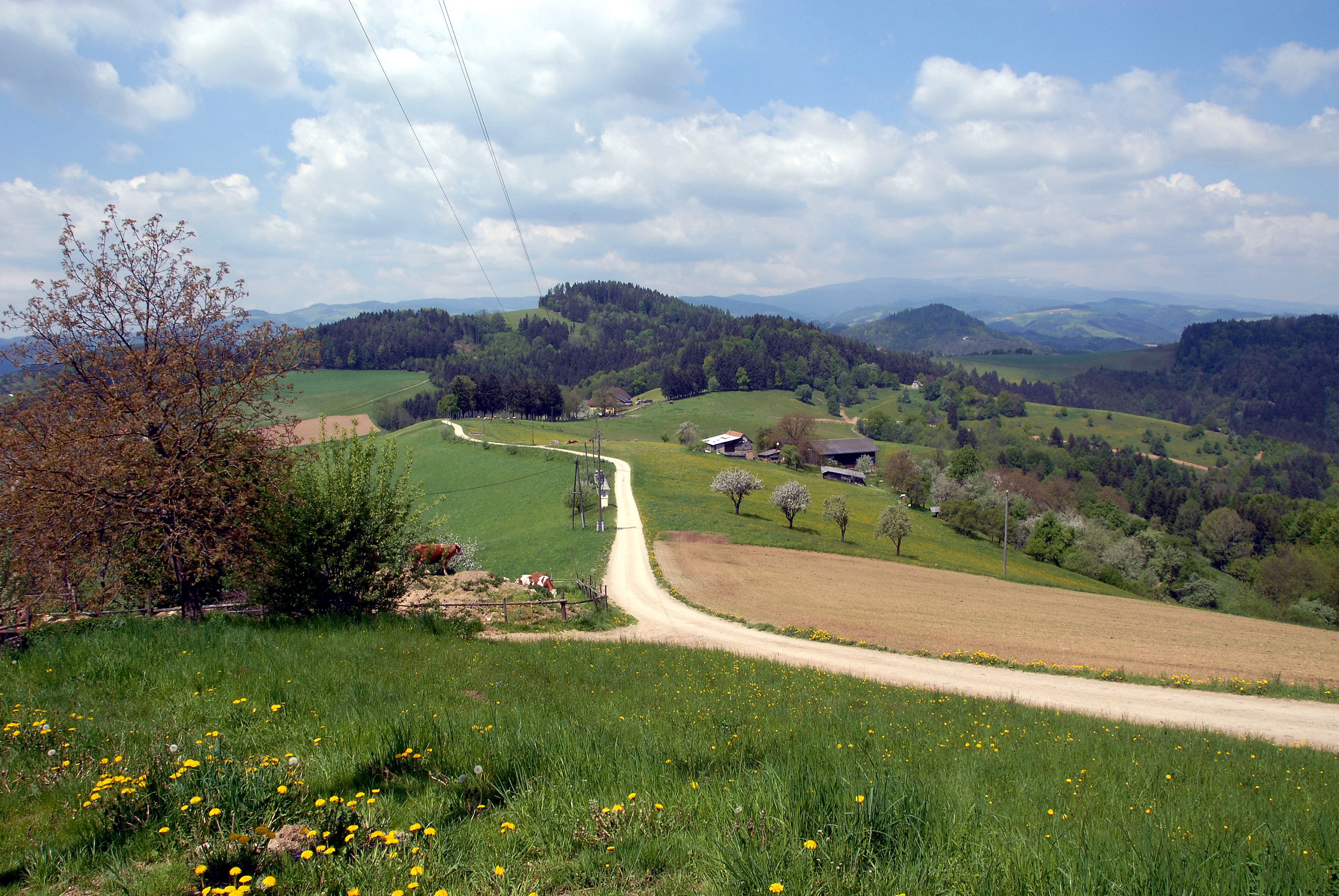
Grutschen mit Mostwanderweg

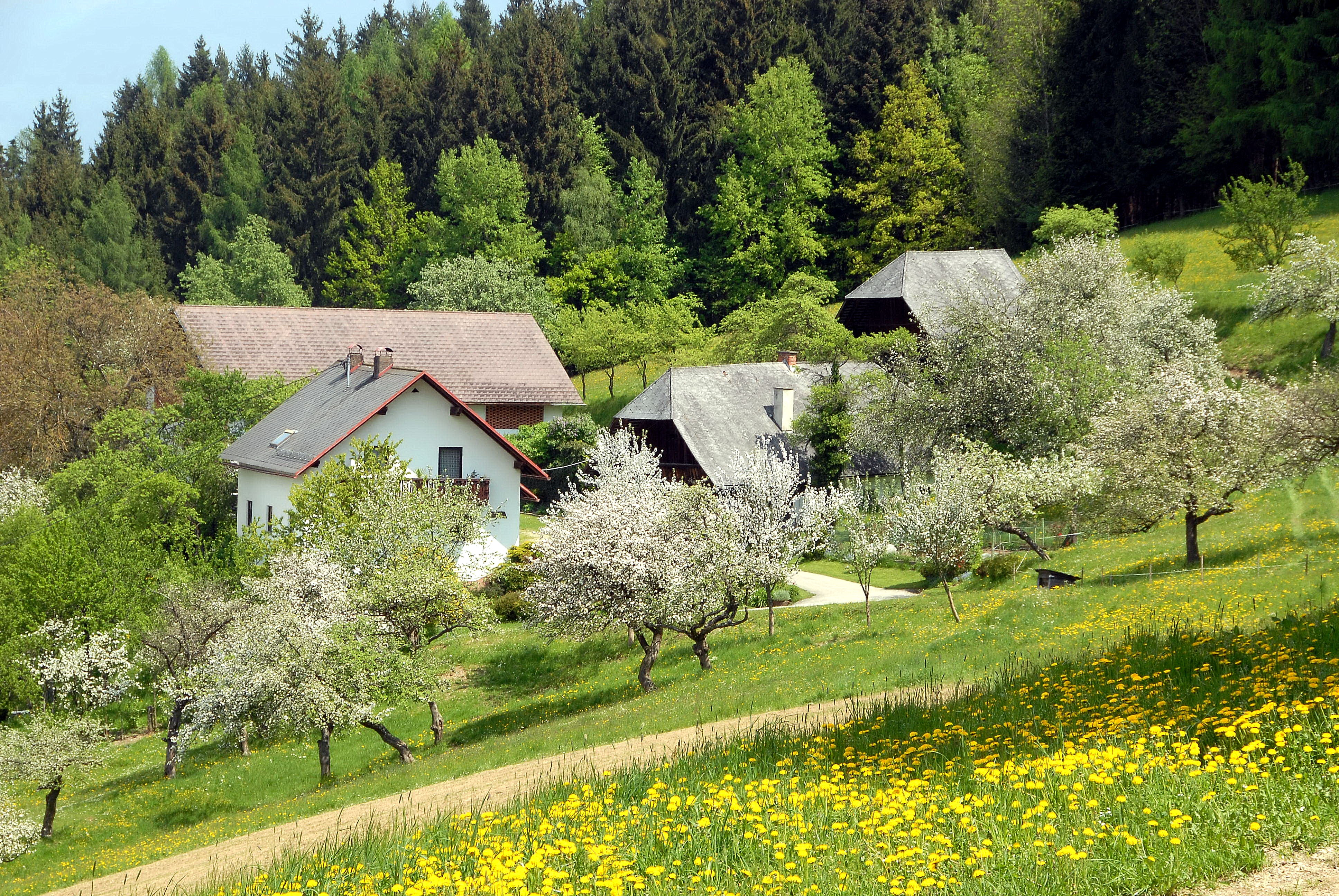
Gehöft am Mostwanderweg in Grutschen

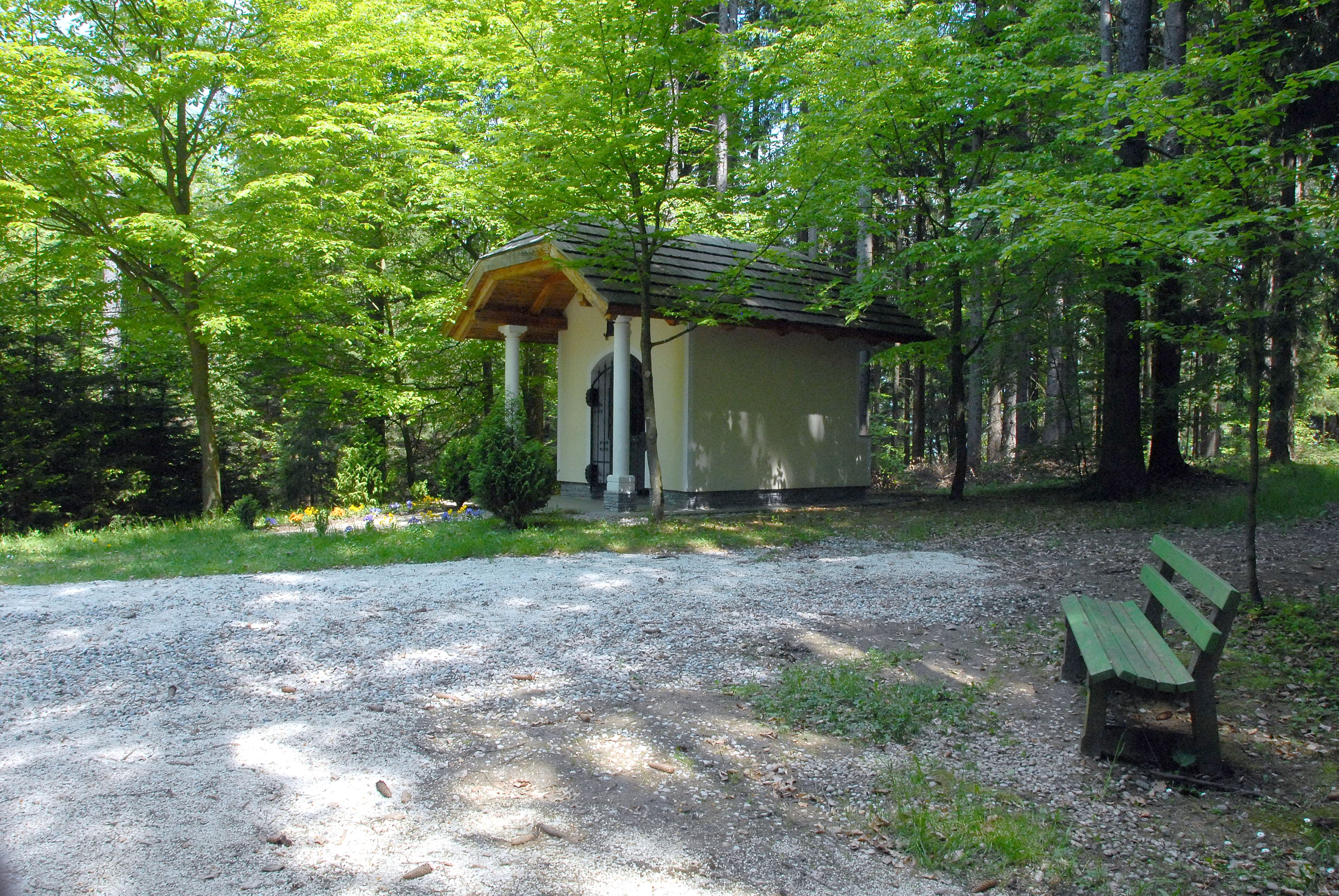
Weiberwinkel in Grutschen

- Tropfsteinhöhle Griffen: Die Griffner Tropfsteinhöhle im Burgberg gilt seit ihrer touristischen Erschließung im Jahre 1956 aufgrund ihrer Farbenpracht als „bunteste“ Schauhöhle Österreichs. In der Höhle entdeckten Wissenschaftler bei Ausgrabungen Knochen eiszeitlicher Tiere und die ältesten, steinzeitlichen Spuren (ca. 40.000 v. Chr.) menschlicher Besiedlung in Kärnten.

### Kultur
- Peter Handke-Dauerausstellung im Stift Griffen, die 2016 von Katharina Pektor neu gestaltet wurde.[4]

- In den 1990er Jahren erregten Pläne des Künstlers Friedensreich Hundertwasser Aufsehen, den Hauptplatz in seinem Stil umzugestalten, die dann aber aus Kostengründen nicht umgesetzt wurden.
- Trachtenkapelle Markt Griffen
- gemischter Chor Griffen
- diverse Dorfgemeinschaften und Freiwillige Feuerwehren Greutschach-Kaunz, Griffen, Pustritz, Langegg und Enzelsdorf
- Asylwerberheim auf der Saualm: Die Ortschaft Wölfnitz beherbergte das medial bekannte und umstrittene Asylwerberheim auf der Saualm.

### Natur
- Granitztaler Mostwanderweg: Von Sankt Martin im Granitztal (Marktgemeinde Sankt Paul im Lavanttal) ausgehend führt eine der drei Varianten dieses Weges über die Grutschen. Jedes Jahr am 1. Mai veranstaltet man die Granitztaler Blütenwanderung.
- Weiberwinkel auf der Grutschen: Der Griffener Ortsteil Grutschen liegt auf einem südlichen Ausläufer der Saualpe, zwischen dem Granitztal im Osten und dem Wöfnitzbach im Westen. Weiter im Süden davon erhebt sich der Weißenegger Berg. Folgende Legende erzählt man an dieser Waldlichtung: „Vor vielen Jahren gingen in der Nacht vom Faschingdienstag auf den Aschermittwoch zwei Mädchen vom Tanze nach Hause. Eine war fröhlich und sang, die andere war nachdenklich und betete. Als sich die Wege der beiden trennten, lauerte bereits ein furchterregender Geselle auf das singende Mädchen. Der Wegelagerer überfiel das ahnungslose Geschöpf, und nach kurzem Widerstand musste es in dieser Nacht sein Leben lassen. Nachträglich erfuhr man, dass der Überfall wegen einer verschmähten Liebe erfolgte. Lange sah man noch Spuren dieser Begebenheit. Aber auch andere Überfälle fanden hier statt. So wurde zum Beispiel der Bauer J. Baumgartner vulgo Themel zirka 1900 hier überfallen. Sein Hund rettete ihm das Leben.“ Heute steht dort eine Waldkapelle, die im Jahre 2001 vom Landwirt und Maurer Gerhard Karisch errichtet wurde.
- Griffner See

## Wirtschaft und Infrastruktur

### Wirtschaftssektoren
Im Jahr 2010 gab es in Griffen 210 landwirtschaftliche Betriebe. Davon waren 74 Haupt- und 132 Nebenerwerbsbetriebe, vier wurden von Personengesellschaften geführt. Im Produktionssektor beschäftigten sich rund sechzig Prozent der Firmen mit der Herstellung von Waren, vierzig Prozent waren im Baugewerbe tätig. von den 624 Erwerbstätigen waren achtzig Prozent mit der Herstellung von Waren beschäftigt. Die drei größten Arbeitgeber des Dienstleistungssektors waren Beherbung/Gastronomie, soziale/öffentliche Dienste und der Handel (Stand 2011).
| Wirtschaftssektor            | Anzahl Betriebe | Anzahl Betriebe | Erwerbstätige | Erwerbstätige |
| Wirtschaftssektor            | 2011            | 2001            | 2011          | 2001          |
| ---------------------------- | --------------- | --------------- | ------------- | ------------- |
| Land- und Forstwirtschaft 1) | 210             | 250             | 184           | 161           |
| Produktion                   | 41              | 34              | 624           | 533           |
| Dienstleistung               | 132             | 84              | 512           | 357           |

1) Betriebe mit Fläche in den Jahren 2010 und 1999

### Berufspendler
Im Jahr 2011 lebten 1676 Erwerbstätige in Griffen. Davon arbeiteten 551 in der Gemeinde und 1125 pendelten aus. Dagegen kamen 769 Menschen aus der Umgebung, um in Griffen zu arbeiten.

### Bildung
Neben einem von der Pfarre betriebenen Kindergarten und einer Volksschule befindet sich in Griffen auch eine Neue Mittelschule.

### Verkehr
- Bundesstraße: Durch das Gemeindegebiet verläuft die Packer Straße B 70.
- Autobahn: Griffen ist mit einer eigenen Auffahrt auf die Süd Autobahn A2 gut mit dem zentralen Kärntner Raum und mit der Steiermark verbunden.

## Politik

### Gemeinderat
Der Gemeinderat besteht aus 23 Mitgliedern.
- Mit der Gemeinderatswahl 2015 setzte er sich wie folgt zusammen: 16 ÖVP, 5 SPÖ und 2 FPÖ.[10]
- Mit der Gemeinderatswahl 2021 setzt er sich wie folgt zusammen: 16 ÖVP, 6 SPÖ und 1 FPÖ.[11]

### Bürgermeister
Direkt gewählter Bürgermeister ist Josef Müller (ÖVP).

### Wappen
Das Wappen von Griffen zeigt „In Gold eine schwarze, blutig abgeschnittene Greifenkralle.“ Die Führung eines Marktsiegels in Griffen ist seit 1592 überliefert, ohne dass dafür bisher eine Verleihung oder Bestätigung nachweisbar ist. Aufgrund der Ähnlichkeit mit dem Wappen von Villach geht eine Vermutung zur Entstehung des Motivs dahin, dass die Bamberger Bischöfe nach der Gründung des Stifts Griffen im 13. Jahrhundert eine Stadtgründung anstrebten; das ab 1236 bestehende Prämonstratenserstift führte im Wappen einen Greifen. Die Greifenklaue kann aber auch als eine Anspielung auf den Ortsnamen gedeutet werden (Greif heißt im Mittelhochdeutschen grife), auch wenn dessen tatsächliche Entstehung andere Wurzeln hat und auf eine vorslawische Bezeichnung für eine Flussmündung zurückgeht.
Das Wappen wurde der Gemeinde am 20. November 1969 bestätigt und gleichzeitig eine Fahne verliehen, die die Farben Schwarz-Gelb-Rot mit eingearbeitetem Wappen zeigt.

### Partnerschaft
Seit dem Jahr 1976 pflegt Griffen eine Partnerschaft mit Trasaghis, einer Gemeinde nordwestlich von Udine.

## Persönlichkeiten

### Söhne und Töchter der Gemeinde
- Josef Naredi (1826–1884), Bezirksrichter und Politiker
- Josef Horner (1838–1915), österreichischer Beamter und Politiker, von 1880 bis 1880 Bürgermeister von Griffen
- Siegbertus Komar (1893–1943), Missionar und Märtyrer
- Josef Polessnig (1930–2022), Unternehmer und Politiker (SPÖ)
- Hans Widrich (* 1936), Pressechef der Salzburger Festspiele
- Ingvild Birkhan (* 1940), Philosophin und Frauenforscherin
- Peter Handke (* 1942), Schriftsteller, Nobelpreisträger für Literatur 2019, geboren in Altenmarkt
- Gebhard Arbeiter (1944–2015), Gewerkschafter, Bundesrat und Abgeordneter zum Kärntner Landtag
- Erwin Rovan (1945–2018), Biologe
- Valentin Hauser (* 1949), Buchautor, Komponist, Gemeindebeamter
- Klaus Graf (* 1958), Filmproduzent
- Franz Fuiko (* 1964), Koch

### Mit der Gemeinde verbundene Persönlichkeiten
- Siegfried Josef Bauer (1930–2021), Weltraumforscher an der Universität Graz
- Christian Benger (* 1962),  Politiker (ÖVP), Forstdirektor und Unternehmer
- Florian Ellersdorfer (1861–1929), von 1903 bis 1910 Bürgermeister der vereinigten Gemeinden Markt Griffen, Haberberg und Kaunz